# Campionati italiani femminili assoluti di atletica leggera 1930
Gli VIII campionati italiani femminili assoluti di atletica leggera si sono tenuti presso lo stadio dell'ASSI Giglio Rosso a Firenze il 5 ottobre 1930. Sono stati assegnati sedici titoli in altrettante discipline.
A differenza della precedente edizione dei campionati, pur mantenendo la gara degli 80 metri piani furono aggiunte le gare dei 60 e dei 100 metri piani. Al posto dei 400 metri piani si corsero gli 800 metri e alla 4×75 metri si aggiunse la staffetta 4×100 metri. Per i salti, tornarono a far parte del programma il salto in alto da fermo e il salto in lungo da fermo, così come il salto in lungo con rincorsa, assente nei campionati del 1929.
Durante la manifestazione furono battuti quattro record italiani: 80 metri ostacoli (Ondina Valla, 13"1/5), salto in alto e salto in alto da fermo (Ondina Valla, rispettivamente con 1,43 m e 1,13 m) e getto del peso (Bruna Bertolini, 10,51 m). Inoltre, Ernestina Steiner eguagliò il record italiano dei 60 metri piani con il tempo di 8"0.
Nel 1930 non si disputarono i campionati italiani femminili di corsa campestre.

## Risultati

### Le gare del 5 ottobre a Firenze
| Specialità              | Oro                                                                                       | Prestazione | Argento                                         | Prestazione | Bronzo                                          | Prestazione            |
| Corse                   | Corse                                                                                     | Corse       | Corse                                           | Corse       | Corse                                           | Corse                  |
| ----------------------- | ----------------------------------------------------------------------------------------- | ----------- | ----------------------------------------------- | ----------- | ----------------------------------------------- | ---------------------- |
| 60 m                    | Ernestina Steiner Società Ginnastica Triestina                                            | 8"0 =       | Lidia Bongiovanni Società Ginnastica Torino     | s/t         | Ada Novak Società Ginnastica Triestina          | s/t                    |
| 80 m                    | Ernestina Steiner Società Ginnastica Triestina                                            | 10"4/5      | Lidia Bongiovanni Società Ginnastica Torino     | 11"0        | Ada Novak Società Ginnastica Triestina          | s/t                    |
| 100 m                   | Giovanna Viarengo Società Ginnastica Torino                                               | 13"3/5      | Maria Bravin Società Ginnastica Triestina       | a spalla    | Maria Coselli Società Ginnastica Triestina      | s/t                    |
| 200 m                   | Maria Bravin Società Ginnastica Triestina                                                 | 28"0        | Maria Coselli Società Ginnastica Triestina      | 29"3/5      | Diva Grassi Virtus Bologna Sportiva             | 29"3/5                 |
| 800 m                   | Leandrina Bulzacchi Unione Sportiva Soresinese                                            | 2'33"1/5    | Lena Olari Unione Sportiva Fascista Acquanegra  | 2'35"3/5    | Diva Grassi Virtus Bologna Sportiva             | s/t                    |
| 80 m hs                 | Ondina Valla Virtus Bologna Sportiva                                                      | 13"1/5      | Lidia Bongiovanni Società Ginnastica Torino     | 14"4/5      | Medaglia non assegnata                          | Medaglia non assegnata |
| Staffetta 4×75 m        | Società Ginnastica Triestina Maria Bravin Maria Coselli Ada Novak Ernestina Steiner       | 40"1/5      | Società Ginnastica Torino                       | 40"4/5      | Società Ginnastica Triestina (seconda squadra)  | s/t                    |
| Staffetta 4×100 m       | Società Ginnastica Triestina Nives De Grassi Maria Bravin Maria Coselli Ernestina Steiner | 53"3/5      | Società Ginnastica Torino                       | 55"0        | Società Ginnastica Triestina (seconda squadra)  | s/t                    |
| Salti                   |                                                                                           |             |                                                 |             |                                                 |                        |
| Salto in alto           | Ondina Valla Virtus Bologna Sportiva                                                      | 1,43 m      | Anna Mercatelli Associazione Sportiva Roma      | 1,40 m      | Ernestina Steiner Società Ginnastica Triestina  | 1,30 m                 |
| Salto in alto           | Ondina Valla Virtus Bologna Sportiva                                                      | 1,43 m      | Anna Mercatelli Associazione Sportiva Roma      | 1,40 m      | Maria Coselli Società Ginnastica Triestina      | 1,30 m                 |
| Salto in alto           | Ondina Valla Virtus Bologna Sportiva                                                      | 1,43 m      | Anna Mercatelli Associazione Sportiva Roma      | 1,40 m      | Roma Jenco Società Ginnastica Triestina         | 1,30 m                 |
| Salto in alto da fermo  | Ondina Valla Virtus Bologna Sportiva                                                      | 1,13 m      | Lidia Bongiovanni Società Ginnastica Torino     | 1,10 m      | Giacomazzi Virtus Bologna Sportiva              | 0,95 m                 |
| Salto in lungo          | Giovanna Viarengo Società Ginnastica Torino                                               | 4,76 m      | Vittorina Vivenza Società Ginnastica Torino     | 4,72 m      | Ernestina Steiner Società Ginnastica Triestina  | 4,59 m                 |
| Salto in lungo da fermo | Vittorina Vivenza Società Ginnastica Torino                                               | 2,33 m      | Ondina Valla Virtus Bologna Sportiva            | 2,195 m     | Ada Novak Società Ginnastica Triestina          | 2,18 m                 |
| Lanci                   |                                                                                           |             |                                                 |             |                                                 |                        |
| Getto del peso          | Bruna Bertolini Sport Club Italia                                                         | 10,51 m     | Jolanda Bacchelli Virtus Bologna Sportiva       | 10,14 m     | Pierina Borsani Cotonificio Cantoni Castellanza | 9,77 m                 |
| Lancio del disco        | Vittorina Vivenza Società Ginnastica Torino                                               | 35,32 m     | Pierina Borsani Cotonificio Cantoni Castellanza | 31,50 m     | Jolanda Bacchelli Virtus Bologna Sportiva       | 28,88 m                |
| Lancio del giavellotto  | Jolanda Bacchelli Virtus Bologna Sportiva                                                 | 32,03 m     | Pierina Borsani Cotonificio Cantoni Castellanza | 29,25 m     | Bruna Bertolini Sport Club Italia               | 27,65 m                |
| Prove multiple          |                                                                                           |             |                                                 |             |                                                 |                        |
| Triathlon               | Pierina Borsani Cotonificio Cantoni Castellanza                                           | 153 p.      | Ernestina Steiner Società Ginnastica Triestina  | 151 p.      | Ada Novak Società Ginnastica Triestina          | 95 p.                  |